# Галли, Аврора
Авро́ра Га́лли (итал. Aurora Galli; 13 декабря 1996, Тромелло, Ломбардия, Италия) — итальянская футболистка. Выступает на позиции центральной полузащитницы. Игрок клуба «Эвертон» и национальной сборной Италии.

## Клубная карьера
Аврора Галли начала заниматься футболом в юношеских командах Pro Vigevano, где играла вместе с юношами. В скором времени на неё обратили внимание скауты миланского «Интера» и предложили играть в женских молодёжных командах клуба. В 2011 году была переведена в основной состав «Интера». В свой дебютный сезон в основной команде сыграла 11 матчей в Серии A2 и забила 2 гола. В следующем году приняла участие в 19 матчах команды и забила один гол, чем помогла команде подняться в Серию A.
Летом 2013 года перешла в состав футбольного клуба «Торрес», который в сезоне 2012/12 стал чемпионом Италии. 14 сентября 2013 года дебютировала в новой команде в матче Суперкубка Италии против «Таваньякко». Игра завершилась победой команды Галли со счётом 2:1. Таким образом, футболистка выиграла свой первый трофей в итальянском футболе. В составе «Торреса» выступала на протяжении двух сезонов, стала вице-чемпионкой страны в сезоне 2013/14, а также дебютировала в Лиге чемпионов.
Следующие два сезона провела в клубах «Моццаника» и «Верона», после чего летом 2017 года перешла в туринский «Ювентус». За клуб из Турина выступала на протяжении четырёх сезонов, каждый их которых заканчивался чемпионством команды. За эти годы суммарно сыграла в 88 матчах команды во всех турнирах и забила 12 голов.
28 июля 2021 года перешла в английский футбольный клуб «Эвертон», подписав контракт по схеме «2+1». Таким образом, Галли стала первой итальянской футболисткой в истории Женской Суперлиги.

## Карьера в сборной
12 декабря 2015 года дебютировала в национальной сборной Италии в товарищеском матче против Китая. В составе сборной страны принимала участие в чемпионате Европы 2017 и чемпионате мира 2019.

## Достижения

### Командные
«Торрес»
- Обладательница Суперкубка Италии: 2013

«Ювентус»
- Чемпионка Италии (4): 2017/18, 2018/19, 2019/20, 2020/21
- Обладательница Кубка Италии: 2018/19
- Обладательница Суперкубка Италии (2): 2019, 2020